# Сибила Магдалена фон Баден-Дурлах
Сибила Магдалена фон Баден-Дурлах (на немски: Sibylle Magdalene von Baden-Durlach; * 21 юли 1605, Дурлах; † 22 юли 1644, Страсбург) от Дом Баден, е маркграфиня от Баден-Дурлах и чрез женитба графиня на Насау-Идщайн.

## Произход
Тя е дъщеря на маркграф Георг Фридрих фон Баден-Дурлах (1573 – 1638) и първата му съпруга Юлиана Урсула фон Салм-Нойфвил (1572 – 1614), дъщеря на Вилд- и Рейнграф Фридрих фон Залм-Нойфвил. 

## Фамилия
Сибила Магдалена се омъжва на 6 юни 1644 г. в Дурлах за граф Йохан фон Насау-Идщайн (* 24 ноември 1603, † 23 юни 1677). Двамата имат децата:
- Анна Отила (1630 – 1632)
- Густав Адолф (1632 – 1664), неженен
- дъщеря (1632)
- N (1632)
- Лудвиг Фридрих (1633 – 1656)
- Бернхардина София (1634 – 1642)
- Йохан (1638 – 1658)
- Сабина Юлиана (1639)
- син (1641)
- дъщеря (1641)
- син (1643)